# Andy Pratt
Andrew S. (Andy) Pratt (Boston, 25 januari 1947) is een Amerikaans zanger, multi-instrumentalist en liedjesschrijver. In de jaren zeventig maakte hij een aantal experimentele platen die gewaardeerd werden door het alternatieve Underground-publiek en scoorde hij een bescheiden hit met "Avenging Annie". Na geprezen te zijn door Rolling Stone magazine ("By reviving the dream of rock as an art and then re-inventing it, Pratt has forever changed the face of rock"), gooide hij het over een wat commerciëlere boeg. Na tot het christendom te zijn toegetreden en zich in Nederland te hebben gevestigd in 1987, is hij platen blijven maken en ook blijven optreden op christelijke muziekfestivals. Terug van weggeweest in Boston na dertien jaar, begon Pratt aan een comeback met een nieuwe band. Ondanks zijn reputatie als "one-hit wonder of the 1970s" heeft hij twintig studioalbums op zijn naam staan.

## Aanloop
Als de achterkleinzoon van de oliegigant Charles Pratt, de oprichter van het New Yorkse Pratt Institute, en de zoon van een schoolhoofd en een pianolerares probeerde Andy zijn kostschoolleven wat draaglijker te maken door lid te worden van diverse bandjes.Geïnspireerd door The Ventures speelde hij gitaar of basgitaar in Bogus Chimes, Zinias en Vagabonds. Hij is in 1968 afgestudeerd in Engelse literatuur aan de Harvard-universiteit. Kort na het behalen van zijn Bachelor of Arts graad bracht hij zijn debuutplaat uit, Records Are Like Life (1969), die heruitgebracht werd door Polydor in 1971.
Hierna maakte hij een Euro-tournee met The Chosen Few, en formeerde het psychedelische rock trio Butter (een woordspeling op het bewonderde Cream van Eric Clapton). Op zijn 21e kwam een gedeelte van de Standard Oil-dollars los, waarmee hij AEngus Studios opzette. Hier breidde hij zijn kennis van opnametechnieken en multi-tracking arrangementen uit in de geest van Van Dyke Parks en Phil Spector.

## Opkomst
Zijn debuut werd een gewild verzamelaarsobject na het uitkomen van het experimentele Andy Pratt in 1973, met de hit "Avenging Annie", gebaseerd op "The Ballad of Pretty Boy Floyd" van Woody Guthrie en de legende rond Annie Oakley. De voorzanger van The Who Roger Daltrey was danig onder de indruk, nam het op voor zijn soloplaat One of the Boys en zette het op al zijn daarna uitgebrachte compilatiealbums. Pratts subtielere gesyncopeerde versie zou later terechtkomen op de soundtrack van de film Velvet Goldmine in 1998. Na een Amerikaanse promotietoer liet Columbia Records hem echter vallen. Na het beduidend commerciëlere Resolution geproduceerd door Atlantic coryfee Arif Mardin kwam de fragiele, altijd wat gekweld overkomende virtuoos terug met Shiver in the Night, weer vol met klankideeën, in 1977. Pratt zag zich echter gedwongen de muziekwereld te verlaten door gebrek aan steun, en gaf een laatste concert voor 7000 fans in City Hall Plaza in zijn geboortestad.

## Religieuze periode
In 1979 bekeerde Pratt zich tot het christendom. Opgeschrikt door de punkgolf vluchtte de rauwe klanken hatende zanger in de zogenaamde relipop van Motives, waarna hij zich in 1987 in Nederland en vanaf 1994 in België vestigde, en zelfs trouwde met een Nederlandse journaliste.
In deze periode van sociaal werk en sporadische concerten (onder andere in het Amsterdamse Paradiso, waar hij voor een handvol bewonderaars speelde en zong alsof hij een vol stadion aan het vermaken was) bleef hij steeds liedjes schrijven en opnemen. Not Just for Dancing (opgenomen met producer Stephen Hague van The Pet Shop Boys) en Fun in the First World met het indringende lied over weduwen en wezen "Who Will Be My Friend?" uit deze periode werden later op een cd uitgebracht door het Nederlandse CoraZong label, evenals de relipopverzameling Heaven & Earth. Zijn (tweede) vrouw scheidde in 2004 van hem, waarna hij terugkeerde naar Boston.

## Comeback?
De in het jaar 2000 op eigen bodem teruggekeerde Pratt begon een nieuwe band in Boston met Sal Baglio en John Troy van de Pousette-Dart Band; eerstgenoemde verschijnt ook op Live at the Village Underground, tezamen met Mark Doyle, Tommy Hambridge en Gary Link. Pratt werd sporadisch gesignaleerd als straatmuzikant op metrostations. Een reünie met zijn oude gitaarmaatje Mark Doyle leverde Cover Me en I'm All Right op, waarop Pratt voor het eerst saxofoon speelde. Het gecoverde materiaal varieert van Gene Pitneys melancholieke "Town without Pity" tot Brian Wilsons "Don't Worry Baby".
Vanaf 2005 werd de website voor Indie Music itsaboutmusic.com de voornaamste distributeur van de muziek van Pratt, met zijn complete catalogus te downloaden in MP3 formaat, alsook verkrijgbaar op cd Mediawire.
In 2006 tekende Andy Pratt een contract met Ran Song Express Publishing om zijn memoires uit te brengen, getiteld Shiver in the Night.
In 2015 verschijnt de cd "Do You Remember Me", met daarop een nieuwe versie van "Avenging Annie", samen met Fernando Perdomo opgenomen en geproduceerd.
- International Standard Name Identifier: 0000 0000 5553 7164
- Library of Congress Control Number: n93037483
- MusicBrainz: ad8a6413-c410-48fb-a831-e6aac02bab3d
- Nationale Bibliotheek van Israël: 987007360470405171
- Nederlandse Thesaurus van Auteursnamen: 072041838
- Istituto Centrale per il Catalogo Unico: DDSV321627
- Virtual International Authority File: 65679918
- WorldCat: E39PBJpYCcY3BPqhVGCxwJCvpP